# Linux Mint Debian Edition
Az LMDE (Linux Mint Debian Edition) operációs rendszer a Linux Mintnek egy olyan változata, ami a Debian Testing kiadásra épül. Az LMDE alapesetben Gnome asztali környezettel érhető el – egyebek mellett 32 és 64 bites telepítés nélkül is kipróbálható (Live DVD) formában. A Debian-nal azonos funkciókat biztosít. Az LMDE folyamatos frissítésekkel van ellátva, az ISO képfájlt is folyamatosan frissítik: a felhasználónak nem szükséges újra telepítenie a rendszert.